# Diuris maculata
Diuris pardina là một loài thực vật có hoa trong họ Lan. Loài này được Sm. mô tả khoa học đầu tiên năm 1805.

## Hình ảnh

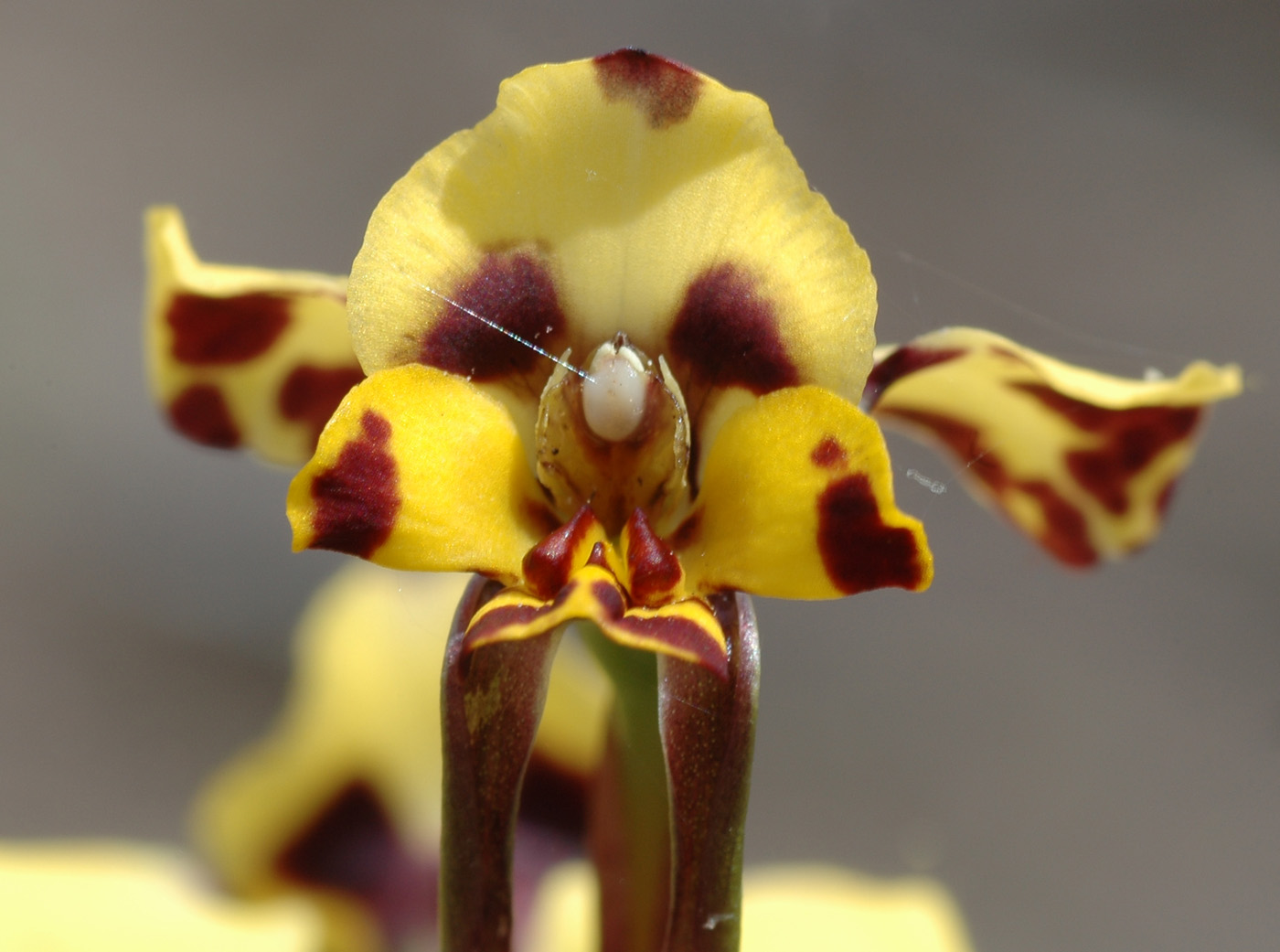
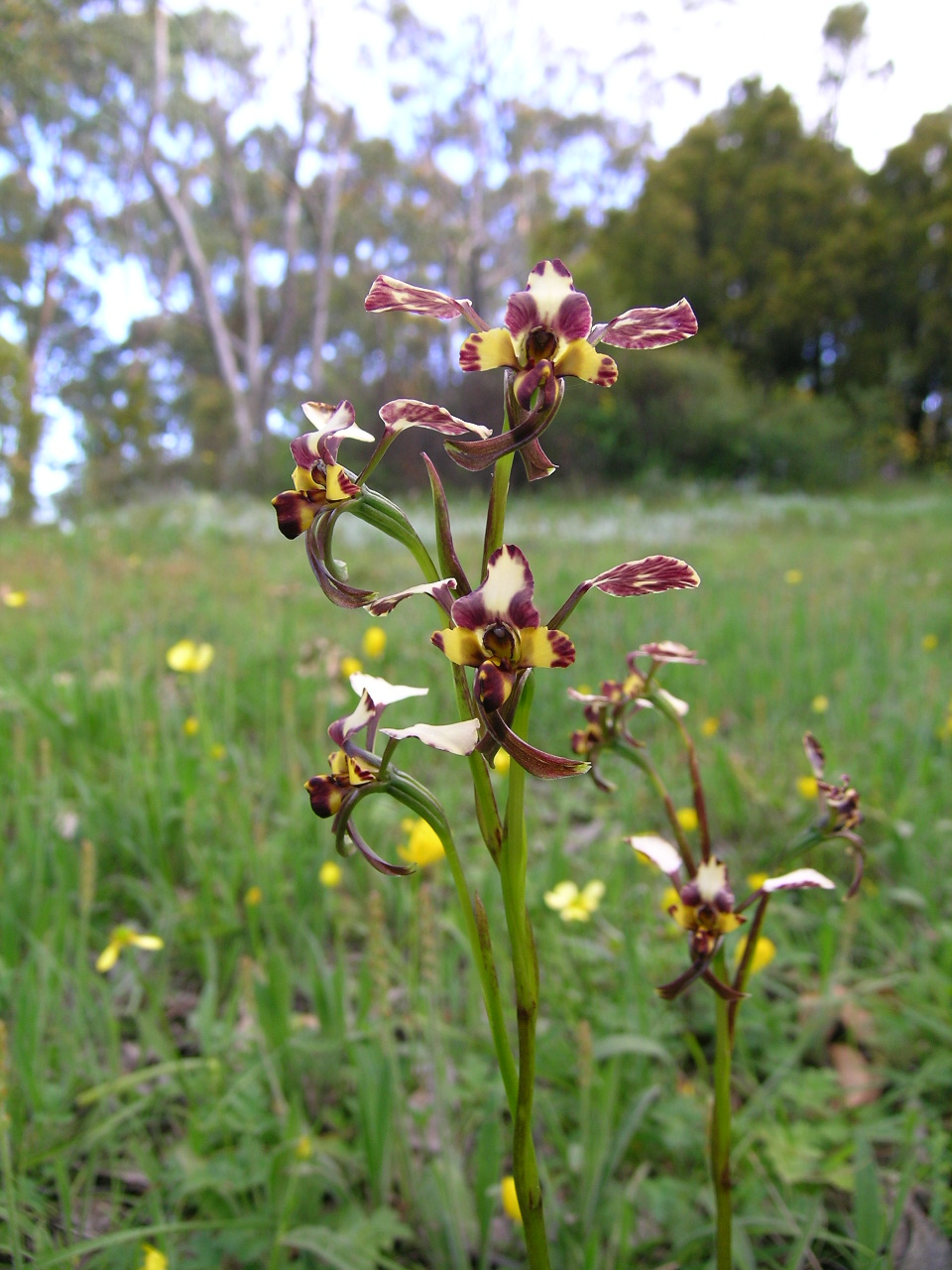
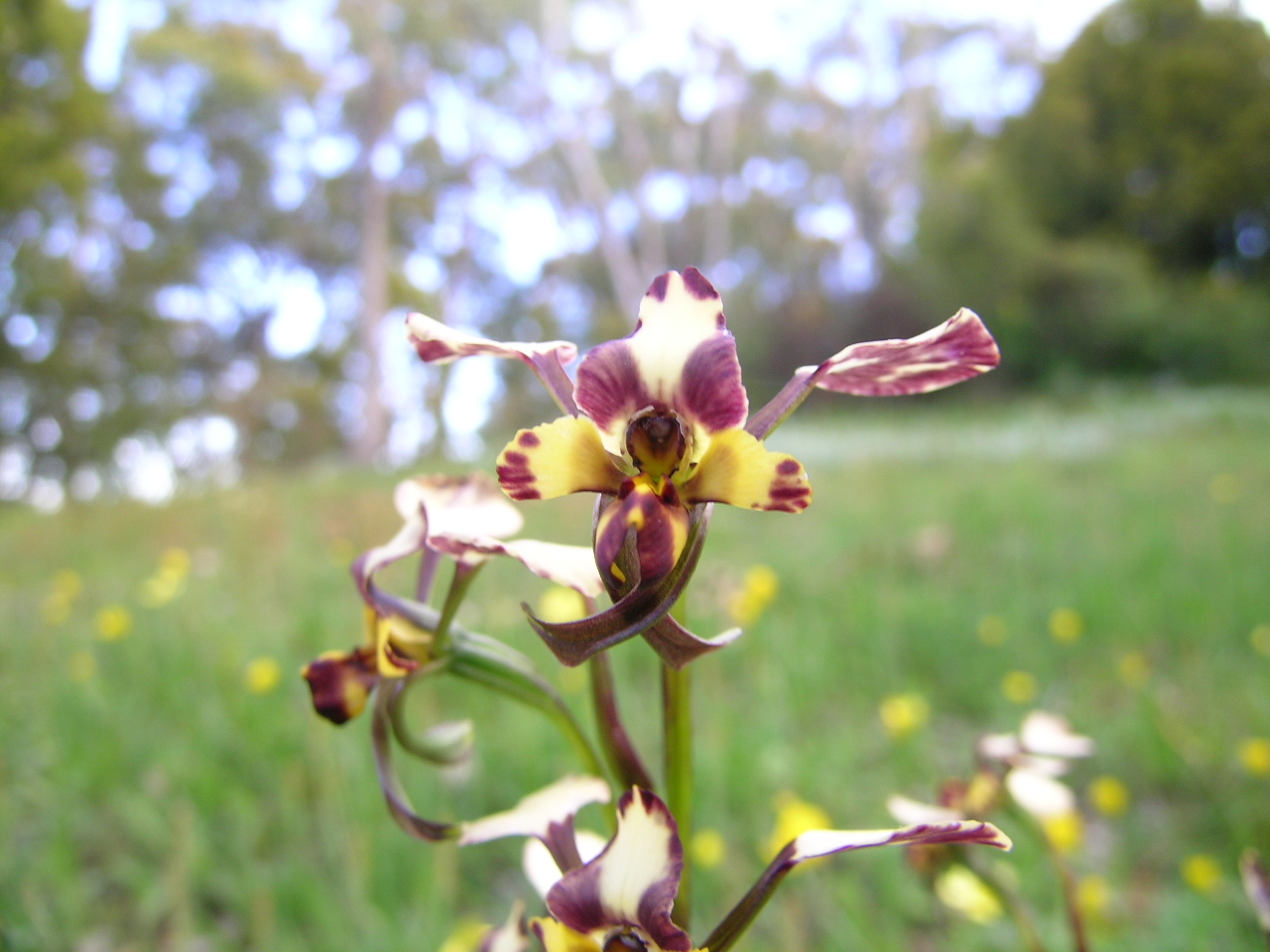